# Associazione Sportiva Lodigiani
Maillots
L'AS Lodigiani (nom complet : Associazione Sportiva Lodigiani 1972), et plus simplement le Lodigiani, est un club de football de la ville de Rome, la capitale du pays. Il fusionne avec le Cisco Calcio Rome en 2005 pour donner naissance à l'AS Cisco Rome. Le club est recréé en 2005 après la fusion sous le nom de l'AS Lodigiani 1972, et évolue en Ligue régionale.
Le club comporta de nombreux joueurs célèbres dans ses rangs, tel que Luca Toni, Valerio Fiori ou encore Francesco Totti.

## Histoire du club

### Dates clés
- 1972 : création du club, sous le nom de l'AS Lodigiani
- 2005 : « fusion » avec le Cisco Calcio Rome pour former l'AS Cisco Rome
- 2005 : refondé, sous le nom de l'AS Lodigiani

### Historique
Le club est fondé en 1972 et, en 1984, il s'inscrit pour la première fois en championnat de quatrième division. En 1992, il est promu dans le championnat de troisième division. Il reste onze saisons en Serie C2 et dix saisons en Serie C1.

## Palmarès
- Championnat de Serie C2 (1)
  - Champion : 1992.

## Organisation du club

### Entraîneurs
| - Guido Attardi (1981-1987) - Rosario Rampanti (1987-1988) - Saul Malatrasi (1988-1989) - Adelio Moro (1990-1991) - Francesco Specchia (1991-1992) - Andrea Agostinelli (1992-1993) |  | - Juan Carlos Morrone (1993) - Maurizio Viscidi (1995-1997) - Angelo Orazi (2000-2001) - Giuseppe Dossena (2003-2004) - Claudio Bellucci (2011-2013) |

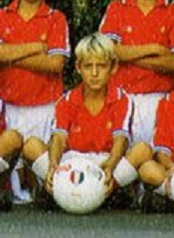
Francesco Totti sous le maillot de l'AS Lodigiani

### Anciens joueurs
| - Andrea Agostinelli - Luigi Apolloni - Paolo Bordoni - Antonio Candreva - David Di Michele - Valerio Fiori |  | - Fabio Firmani - Matteo Gianello - Sergej Kovalenko - Fabio Liverani - Emiliano Moretti - Antonio Rosati |  | - Andrea Russotto - Andrea Silenzi - Christian Terlizzi - Luca Toni - Francesco Totti - Luca Vigiani |

## Structures du club

### Stades

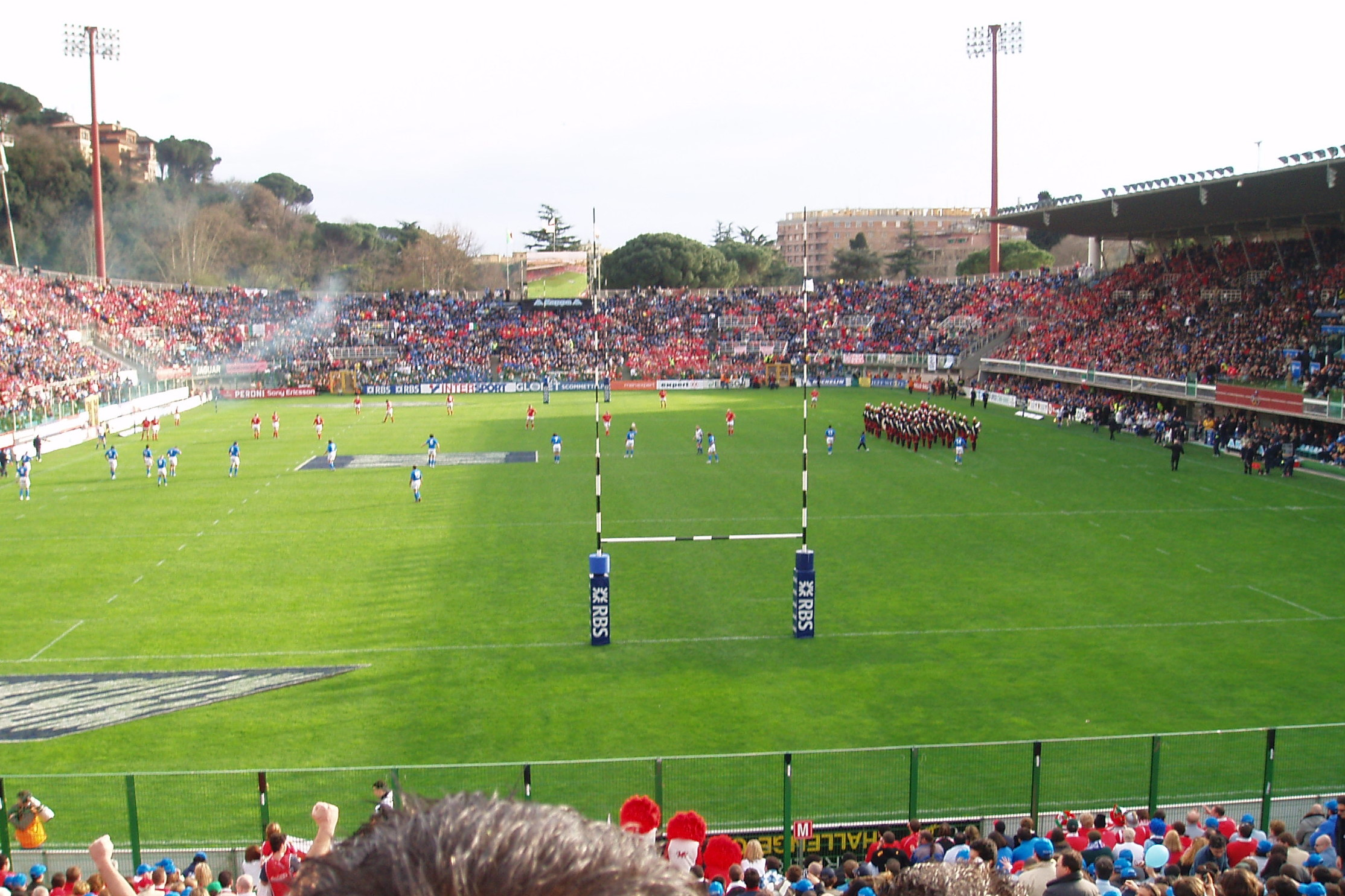
Le Stade Flaminio

Le club joue de 1974 à 1983 et de 1989 à 1990 au Stade Francesca Gianni, de 1983 à 2004 au Stade Flaminio et de 1998 à 2000 au Stade Tre Fontane.
Le Stade Borghesiana est depuis 2005 le stade où évolue l'AS Lodigiani.

## Autres équipes

### Futsal
Le club de futsal est fondé en 2010 et, il s'inscrit pour la première fois en championnat de Serie D. En 2013, il est promu dans le championnat de Serie B.

### Palmarès
- Championnat de Serie C1 (1)
  - Champion : 2013
- Coppa Italia de Serie C1 (1)
  - Vainqueur : 2013
- Championnat de Serie C2 (1)
  - Champion : 2012
- Championnat de Serie D (1)
  - Champion : 2011